# Жинья (річка)
Жи́нья (рос. Жинья) — річка в Удмуртії (Селтинський район), Росія, ліва притока Кирчми.
Річка починається за 1,5 км на південний від села Усть-Сюмсі. Тече спочатку на південний схід, потім плавно повертає на захід та північний захід. Впадає до Кирчми за 3 км на південний схід від села Андрієвці.
Русло вузьке, долина широка. Береги повністю заліснені, великими ділянками заболочені. Приймає декілька дрібних приток, створено ставок. У середній течії збудовано автомобільний міст.